# Хер (Вермахт)
Хер, Немачка армија или само Армија (дословно „армија”) — копнена војска Вермахта, оружаних снага нацистичке Немачке, од 1935. до 1945. године. Током Другог светског рата, око 13,6 милиона војника служило је у Немачкој армији.
Само 17 месеци након што је Адолф Хитлер најавио програм поновног немачког наоружавања 1935, тиме кршећи одредбе Версајског мира из 1919, Хер је достигао свој жељени циљ у оснивању 36 дивизија. Током јесени 1937, основана су још два корпуса, а годину дана касније настала су четири додатна корпуса укључујући и нових пет дивизија које су припадале Аустријским оружаним снагама након извршеног Аншлуса у марту.
Захваљујући новом начину ратовања познатом као блицкриг, немачка војска је долазила до брзих и ефикасних победа у почетним годинама Другог светског рата.
Хер је такође водио „рат до истребљења” на Источном фронту и био је одговаран за мноштво ратних злочина заједно с Вафен-СС-ом и Алгемајне-СС-ом.